# PEGIDA

Logo stowarzyszenia PEGIDA

PEGIDA (niem. Patriotische Europäer gegen die Islamisierung des Abendlandes, pol. Patriotyczni Europejczycy przeciw Islamizacji Zachodu) – stowarzyszenie z siedzibą w Dreźnie utworzone w 2014 roku, którego celem jest walka z islamizacją Niemiec i pozostałych państw Europy. PEGIDA organizuje w Dreźnie od 20 października 2014 cotygodniowe demonstracje przeciw polityce azylowej oraz imigracyjnej Niemiec i Unii Europejskiej. Założycielem stowarzyszenia jest Lutz Bachmann.
Na temat działań stowarzyszenia trwa w Niemczech dyskusja co do zasadności antyislamskich protestów.
Sprzeciw wobec działalności PEGIDA został zawarty w utworze "They Shall Not Pass", wydanego na albumie Wanderer z 2016 niemieckiej grupy muzycznej Heaven Shall Burn.